# Tim Drake
Robin, valódi nevén Tim Drake egy kitalált szereplő, szuperhős a DC Comics képregényeiben. A szereplőt Marv Wolfman író és Pat Broderick rajzoló alkotta meg. Első megjelenése a Batman 436. számában volt, 1989 augusztusában. Tim Drake a harmadik aki a Robin fedőnév alatt Batman ifjú társa lett és jelenleg is ezt a nevet használja.Szülei halála után Bruce Wayne (Batman) vette gyámságba.
Érdekesség, hogy ő az egyetlen a Batman-univerzumban, aki komoly szerephez jut, de nem felnőtt vagy 20-as éveiben jár, hanem gyerek.

## Külső hivatkozások
- DC Comics: Robin Archiválva 2008. augusztus 11-i dátummal a Wayback Machine-ben
- Titans Tower Biography
- Tim Drake's Bibliography
- Podcast interview with Robin comics artist Freddie Williams II